# Hennef (Sieg)
Hennef település Németországban, azon belül Észak-Rajna-Vesztfália tartományban. Lakosainak száma 48 190 fő (2023. december 31.).

## Népesség
A település népességének változása:
| Lakosok száma | 27 815 | 47 293 | 47 339 | 47 400 | 48 002 | 48 190 |
|               | 1975   | 2017   | 2019   | 2021   | 2022   | 2023   |